# Осаволюк Анатолій Володимирович
Анатолій Володимирович Осаволюк (26 жовтня 1956, селище Ружин, тепер Бердичівського району Житомирської області) — радянський діяч, ланковий механізованої ланки із вирощування цукрових буряків колгоспу імені Леніна Ружинського району Житомирської області. Член Центральної контрольної комісії КПРС у 1990—1991 роках.

## Життєпис
У 1974 році закінчив Ружинську середню школу Житомирської області.
У 1974 році — тракторист колгоспу імені Леніна Ружинського району Житомирської області.
З 1974 по 1976 рік служив у Радянській армії.
У 1976—1982 роках — механік колгоспу імені Леніна Ружинського району Житомирської області.
Член КПРС з 1982 року.
З 1982 року — ланковий механізованої ланки із вирощування цукрових буряків колгоспу імені Леніна Ружинського району Житомирської області.
Подальша доля невідома.